# Oude raadhuis (Mierlo)
Het oude raadhuis van de voormalige gemeente Mierlo was van 1806 tot 1963 het raadhuis van het dorp. Het gebouw staat aan de Dorpsstraat te Mierlo.

## Geschiedenis
Tijdens de Bataafse Republiek werd de adel afgeschaft. De Heerlijkheid Mierlo werd een gemeente, het dorp werd niet meer vanuit het kasteel bestuurd. In 1806 werd een raadhuis geopend. In het gebouw bevonden zich ook een cachot en een veldwachterskamer.
Het pand bleef tot 1963 in gebruik als raadhuis. In dat jaar werd een nieuw gemeentehuis geopend in het centrum van Mierlo. In 1990 werd het oude raadhuis gerestaureerd. Er werd een trouwzaal, een kantoor van de Buurtzorg Nederland en van de Heemkunde kring in gevestigd.
Het oude raadhuis leek veel op het afgebroken raadhuis van de gemeente Deurne en Liessel